# Jens Müller
Jens Müller (n. 6 iulie 1965, Torgau, Republica Democrată Germană, Germania) este un sănier german, medaliat olimpic. A participat la 4 ediții ale Jocurilor Olimpice (1988, 1992, 1994, 1998) în care a câștigat o medalie de aur și o medalie de bronz.